# Roberto Matta
Roberto Matta (celým jménem Roberto Sebastián Antonio Matta Echaurren; 11. listopadu 1911, Santiago de Chile, Chile – 23. listopadu 2002, Civitavecchia, Itálie) byl chilský surrealistický malíř.

## Život
Narodil se v roce 1911 v Santiago de Chile do rodiny francouzského a baskického původu. Původně studoval architekturu, jejíž studium dokončil roku 1931. Architektuře se však brzy přestal věnovat. V roce 1933 odjel do Paříže, kde se věnoval kresbě. Později začal malovat a po začátku druhé světové války odešel do New Yorku, kde žil do roku 1948. Jako reakci na politickou situaci začal počátkem šedesátých let do svých děl přidávat jíl, čím zdůrazňoval bezvýchodnost politiky. Později se usadil v Římě a následně se vrátil do Paříže. Roku 1956 zde vytvořil nástěnnou malbu pro zdejší sídlo organizace UNESCO. Zemřel v roce 2002 v italském městě Civitavecchia.

## Výstavy
Výběr
- 1957 : Henri Déchanet, Oscar Gauthier, Henri Goetz, Roberto Matta, Galerie Weiller, Paříž 1957.
- 1962 : Art latino-américain à Paris, Musée d'art moderne de la ville de Paris, s Jorge Camachem, Wifredo Lamem, Roberto Mattou, Hervé Télémaquem aj.
- 1974 : Aspects de l'imagerie critique, kolektivní výstava Galerie 2016, Hauterive.
- 1975-1976 : Trente créateurs, Roberto Matta, Pierre Alechinsky, Olivier Debré, Hans Hartung, François Heaulmé, Zoran Mušič, Edouard Pignon, Pierre Soulages aj.
- 1985 : Retrospektiva, MNAM-Musée national d'art moderne, Paříž.
- 1999 : Retrospektiva, Musée Reine Sofia, Madrid
- 2004 : Matta 1936-1944 : début d'un nouveau monde, galerie Malingue, Paříž
- 2009 :  El Quijote de Matta en diálogo con Gonzalo Rojas, v rámci Congrès international de la langue espagnole ve Valparaiso (Chile)
- 2011 : Matta, centenario 11.11.11, Retrospektiva, Centro Cultural Palacio La Moneda, Santiago
- 2011 :  Matta 100, Musée National des Beaux Arts, Santiago
- 2013 : Matta, du surréalisme à l'Histoire, Musée Cantini, Marseille
- 2013 : Matta | Człowiek i Wszechświat | Man and Universe | L'Homme et l'Univers, Národní muzeum Krakov